# جیه

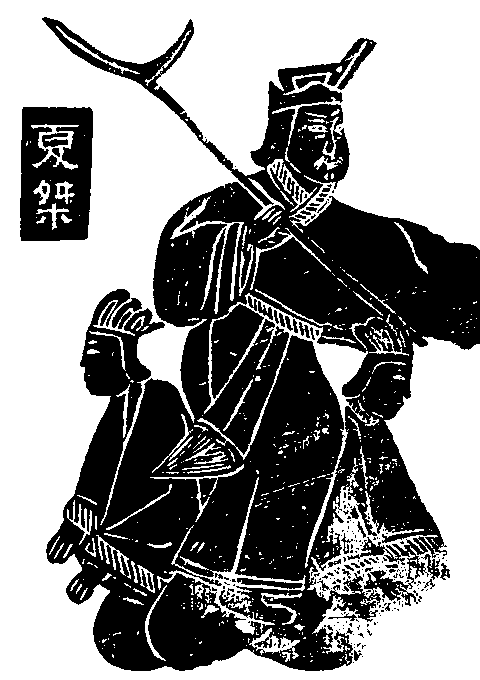
پادشاه جیه در حالیکه نیزه در دست دارد به نمایندگی از ظلم و ستم، و در حالیکه بر روی دو زن نشسته‌است به نشانه سوءاستفاده از قدرت، شکل‌های برجسته مربوط به خانواده وو، چیادیانگ، استان شاندونگ، 150 میلادی

جیه یا چیه (زبان چینی:桀، پین یین:Jié، وید-جایلز:Chieh) واپسین فرمانروای دودمان شیا در چین بود. او از برای سرنگونیش سرزنش می‌شود. او با مردمانش بدرفتاری می‌کرد و از او به نام فرمانروایی ستمگر یاد شده‌است. آنچنانکه دودمان چین درآینده نگاشتند در واپسین سال پادشاهیش در بامدادان تابستان برف می‌زد و در میان ماه ژوئیه یخبندان شده بود. رگبار باران ساختمانها را ویران نموده و سرما و گرما جای هم را گرفته بودند و محصولات از میان رفت. پاره‌ای دانشمندان این رخداد را همبسته با زمستان آتشفشانی -که سرچشمه گرفته از فوران مینوسی ترا در ۱۶۲۸ (پیش از میلاد) بود- می‌دانند. 
نزدیک به سال ۱۶۰۰ (پیش از میلاد) تانگ توانست چیه را شکست دهد و دودمان شیا را براندازد و دودمان شانگ را بر سر کار آورد. 
یک تاریخنویس به نام سیما چیان مردمان شیونگنو را از تبار چون وئی(淳維 Ch'un Wei) پسر جیه می‌انگارد. این نگره تاکنون نه رد شده‌است و نه پذیرفته.
در کتابی کهن به نام لیه‌نوچوان نوشته شده‌است که معشوقه جیه به نام موشی(末喜; Mo Hsi) با نیروی جنسی خود شوهرش را تباه کرده‌است. او زنی زیبا بوده ولی ناپاکدامن. او شیفته نوشیدن نوشیدنیهای الکلی، موسیقی، و همچنین تردستان و دختران آوازه‌خوان بوده‌است. گویا یک روز از جیه خواسته تا استخری را از شراب پرکنند، و آنگاه دستور دهد سه هزار مرد باده را بنوشند تا استخر خشک شود، تنها برای اینکه موشی به آنها بخندد.